# Moslimfundamentalisme
Moslimfundamentalisme is een ideologie waarbij moslims een letterlijke interpretatie van de Koran en de Hadith (overleveringen) volgen en/of deze pogen te verspreiden. Moslimfundamentalisten gaan akkoord met stelling zoals gelovigen moeten terug naar de wortels van hun geloof, er is maar één interpretatie van de Koran/Bijbel mogelijk en de regels van mijn geloof gaan boven de wetten van mijn land.

## Terminologie
De term 'fundamentalisme' in een religieuze zin stamt uit 1920 en had oorspronkelijk enkel betrekking op een reeks nieuwe protestantse stromingen in de Verenigde Staten die zich in meer of mindere mate tegen het modernisme keerden. Vanaf de jaren vijftig wordt het woord ook in andere religieuze contexten geplaatst, met name met betrekking tot islam. Het Arabisch gebruikt sinds de jaren zeventig de term usuliyya als vertaling van 'fundamentalisme'. Dit woord is afgeleid van usul dat figuurlijk opgevat 'wortels' betekent.
Het gebruik van de term is om diverse redenen omstreden:
- Moslimfundamentalisten maken bezwaar tegen de term omdat de Koran van moslims eist dat zij als letterlijke woord van God wordt gezien. Termen als 'fundamentalisme', 'extremisme' of 'radicaal' worden door hen als foutief gezien omdat hun opvattingen slechts orthodox, d.w.z. zich stipt houdend aan de bepalingen en voorschriften, zouden zijn.[3]
- Verschillende filosofen en islamologen, waaronder Bernard Lewis, Hans Jansen en Sam Harris, hebben opgemerkt dat de religieuze kernwaarden van de islam het moeilijk maken om wat in het dagelijks taalgebruik onder moslimextremisme wordt genoemd, ook binnen een religieuze context als 'extreem' of 'radicaal' op te vatten.[4][5][6] Dit omdat islam van haar volgers eist dat zij de Koran als het letterlijke, oneindige en onfeilbare woord van God beschouwen, waardoor letterlijke interpretaties (zoals doorgaans bedoeld met 'moslimfundamentalisme') in de essentie gesanctioneerd zijn.[7]

## Geschiedenis

### Eerste conflicten
Wanneer Mohammed in 632 sterft, wordt zijn positie als leider van de moslimgemeenschap overgenomen door een viertal van metgezellen (tevens familieleden) die samen ook wel de vier Rechtgeleide Kaliefen worden genoemd. Dit waren achtereenvolgens Aboe Bakr, Omar (beiden schoonvaders van Mohammed), Oethman (schoonzoon van Mohammed) en Ali, de neef en schoonzoon van Mohammed. Onenigheid over de opvolging van Mohammed en rivaliteiten tussen de verschillende clans onder Mohammeds volgelingen zorgen ervoor dat de islam ten tijde van de dood van Ali in 661 reeds drie schisma's had doorgemaakt. Deze resulteerden in het soenisme, sjiisme en soefisme, waardoor sektarisch geweld (met name tussen sjiieten en soennieten) al vanaf de eerste eeuw na Mohammeds dood plaatsvond.
Daarbij zorgde de expansie van de door moslims veroverde gebieden ervoor dat menig morele en juridische kwestie ruimschoots buiten de intellectuele horizon viel van de samenleving waarin de Koran was geopenbaard, wat interpretatie van de Koran noodzakelijk maakte.

### Vastlegging van orthodoxie
Ondanks deze verschillen blijft het moslimrijk tot aan het Kalifaat van de Abbasiden grotendeels een eenheid. In de loop van de 8e en 9e eeuw verliest de Abbasidische kalief echter aan macht en invloed. Rivaliserende dynastieën versplinteren geleidelijk het kalifaat, terwijl Turkse stammen de militaire macht overnemen in de gebieden die nog wel door de Abbasieden geregeerd worden. Ook op spiritueel gebied verliezen de kaliefen in toenemende maten hun primaat aan de oelema (de islamgeleerden) onder wie verschillende stromingen ontstaan.
Een van deze stromingen was het 8e-eeuwse moetazilisme, dat als een van de eerste denkscholen afweek van het orthodoxe basisbeginsel dat de Koran onfeilbaar is. De moetazilisten stelden de absolute eenheid van God (de tawhied) boven alles. Omdat God in de islam ondeelbaar is, voerden zij dit gegeven onder invloed van Griekse filosofie tot de logische conclusie dat de Koran in dit geval per definitie niet goddelijk kon zijn. In reactie op deze stroming worden door tegenstanders de eerste polemieken geschreven die veel van de basisconcepten die ook vandaag nog in fundamentalistische ideologieën terug te vinden zijn, zoals de onfeilbaarheid van de Koran en de nadruk op het belang van religieuze uniformiteit.
Naast vijandigheid jegens de in hun ogen te vrije interpretatie van de Koran door de moetazilisten, wantrouwden deze polemisten ook de machthebbers en politici die zij ervan betichtte de interpretatie van Koran te manipuleren teneinde zijn eigen belang te dienen.

### Hedendaags fundamentalisme
Aan het einde van de 16e eeuw zette Europa een ontwikkeling in waarbij het geleidelijk het Midden-Oosten op economisch, militair en technologisch gebied inhaalde. De Ottomaanse expansie wordt in 1683 voor de poorten van Wenen definitief gestopt, waarna het Ottomaanse Rijk in het defensief komt te staan. Door het openen van zeeroutes naar Azië en de ontdekking van Amerika worden nieuwe economische mogelijkheden aangeboord, terwijl dankzij de Verlichting nieuwe technologieën beschikbaar komen. Met de opkomst van de industriële revolutie en het modern imperialisme veroveren Europese landen grote delen van de islamitische wereld. Hoewel er slechts beperkt sprake is van kolonisatie (met de uitzondering van de Pied-noir in Algerije) is het voor veel moslims een schok om te worden bestuurd door niet-islamitische machthebbers. Na de opheffing van het laatste kalifaat in 1922 (het Ottomaanse Rijk) lijkt de rol van islamitische landen in de wereldpolitiek uitgespeeld.
In het kielzog van het Europese nationalisme formuleerde Jamal al-Din al-Afghani zijn ideeën rondom het pan-islamisme, waarbij alle moslims verenigd moesten worden tegen de in zijn ogen westerse ongelovigen. Na de Eerste Wereldoorlog ontstonden in Egypte en de Mandaatgebieden diverse islamistische, antiwesterse stromingen waarvan Mohammed Abdoe en Hassan al-Banna de bekendste exponenten waren. In 1928 richtte al-Banna in Egypte de Moslimbroederschap op, een islamitisch-maatschappelijke organisatie. Aanvankelijk richtte deze organisatie zich voornamelijk op onderwijs en welzijn maar ontwikkelde tijdens de Tweede Wereldoorlog een gewapende tak die aanslagen pleegde. Diverse terreurorganisaties zoals Said Qutb en de Hamasbeweging zouden later voortkomen uit de Moslimbroederschap.
Na de Tweede Wereldoorlog groeit het moslimextremisme. Het wegvallen van koloniale bestuur in Brits India zorgt voor een burgeroorlog tussen moslims en hindoes, terwijl de nieuw uitgeroepen staat Israël in het voormalige Mandaatgebied Palestina een brandhaard zal blijken voor een reeks gewapende conflicten. Het politieke landschap gedurende de Koude Oorlog liet het toe dat dictatoriale of autoritaire regimes zich in veel islamitische landen konden handhaven. Zij onderdrukten hierbij bevolkingsgroepen die vaak islamisme als valide alternatief zagen.
De terroristische aanslagen van 11 september 2001 markeren een keerpunt in de perceptie van islam en islamitisch extremisme. Bomaanslagen in Madrid en Londen, bedreigingen van de Deense tekenaar Kurt Westergaard en de moord op de Nederlandse regisseur Theo van Gogh door de Mohammed Bouyeri zorgden dat het imago van de islam in Europa verslechterde.
Een studie van het Pew Research Center uit 2013 toonde aan dat in veel landen een meerderheid van de moslims de sharia in wil voeren. Volgens een studie van Ruud Koopmans zou 44% van de moslims in West-Europa geclassificeerd kunnen worden als fundamentalistisch.

## Fundamentalistische stromingen binnen de islam
Vanaf de 8e eeuw ontstaat onder moslimtheologen een fundamenteel debat over de morele zelfstandigheid/positie van de mens en de toelaatbaarheid van de interpretatie van de ethiek van de Koran. De drie ideaal-typische posities die zowel in de moderne als in de klassieke periode in dit debat worden ingenomen, zijn: modernisme, fundamentalisme en traditionalisme, waarbij de laatste twee groepen (afhankelijk van de definitie) als fundamentalistisch kunnen worden beschouwd.

### Fundamentalisten / Ultra-Orthodoxen
Fundamentalisten in de islam verzetten zich tegen de interpretatie van het morele ideaal ten aanzien van veranderende of veranderde omstandigheden. Zij richten zich op de 'Tijd van de Profeet' en de direct daaropvolgende periode waarin metgezellen van Mohammed de leiding over de moslimgemeenschap bezaten, ruwweg het jaar 610 tot 661. Fundamentalisten beschouwen deze periode als de meest geschikte om volgens de wetten en regels van de Koran te kunnen leven.
Ahmad ibn Tajmijja (1263 - 1328) uit Damascus leefde kort na de verwoesting door de Mongolen en wordt gezien als een vroege exponent van de fundamentalistische leer. Hij geloofde dat moslims terug moesten keren tot de Koran en de soenna van Mohammed en wilde de islam ontdoen van alle middeleeuwse regels en mystiek. Hij wilde daarmee zowel de jurisprudentie (fiqh) en filosofie negeren.
Binnen het moderne fundamentalisme staan de volgende vijf punten centraal:
- Grote nadruk op monotheïsme. Het aanbidden of vereren van moslimheiligen wordt als on-islamitisch gezien.
- God heeft (door middel van de Koran) de definities van goed en fout gegeven. Dit heeft altijd voorrang ten overstaande van welk menselijke redenaties dan ook en is te allen tijde en overal ter wereld toepasbaar.
- Afwijzing van vernieuwingen binnen de islam.
- De noodzaak van het principe van takfir, waarbij moslims die het geloof niet op de juiste manier belijden buiten de moslimgemeenschap worden geplaatst en het belang van jihad tegen ongelovigen.

De bekendste en grootste tak van deze vorm van moslimfundamentalisme is het salafisme, waaronder ook het wahabisme.

### Traditionalisten
Traditionalisten zijn moslims die een conservatieve maar niet puriteinse vorm van islam aanhangen, waarvan de eerste stromingen in de 9e eeuw ontstonden in het spanningsveld tussen de fundamentalisten en vernieuwers.
De jurist en Korangeleerde al-Shafi wist te bewerkstelligen dat naast de Koran en de soenna ook de ijtihad (letterlijk: toewijding) erkend moest worden als bron van ethische kennis. Met ijtihad wordt de consensus over bepaalde interpretaties van de Koran in de juridische en religieuze sfeer bedoeld. Al-Shafi benadrukt dat de individuele interpretatie nooit tot zekere maar alleen tot waarschijnlijke kennis kon leiden en dat enkel door overeenstemming binnen de gemeenschap het zekere kennis kon worden. Uiteindelijk zou dit concept kristalliseren in de Madhhab, de islamitische rechtsscholen waarvan de Hanbalistische, Hanafistische, Malikistische en Sjafistische scholen de bekendste zijn. Later ontstond het idee dat deze gemeenschappelijke interpretatie permanent geldig was voor alle generaties, tijden en plaatsen waarna het concept een conservatief karakter kreeg. Pas aan het einde van de 19e en het begin van de 20e eeuw ontstond er een bredere discussie binnen de traditionele tak, omtrent de positie van het geloof in de maatschappij (de sharia, islamitische wetgeving) waarbij de consensus zich heeft gevormd rond het idee dat de vernieuwing op dit vlak grotendeels uit dienen te blijven.
Hoewel traditionalisten over het algemeen minder extreem in hun opvattingen zijn dan bijvoorbeeld ultra-orthodoxe salafisten, is het een misvatting om hen te karakteriseren als 'gematigde' moslims in de westerse zin van het woord. Dit omdat vrijwel alle traditionele scholen en politieke exponenten (zoals bijvoorbeeld de Moslimbroederschap) het principe van secularisme afwijzen en de sharia wensen in te voeren. Als gevolg van dit conflict verklaarde het Europees Hof voor de Rechten van de Mens ten aanzien van de sharia dat deze gezien het gesloten karakter niet verenigbaar is met democratie en de ontwikkeling van vrijheden.

## Moslimfundamentalisme en terrorisme
De meeste terroristische aanslagen worden niet in of tegen het Westen gepleegd, maar worden tegen seculiere regimes of rivaliserende islamitische sekten of stromingen in islamitische landen uitgevoerd. Een opvallend fenomeen zijn de verschillende zelfmoordaanslagen.De Amerikaanse terrorisme-deskundige Jessica Stern stelt dat moslimterroristen zichzelf (of hun geloof) vaak miskend en vernederd voelen. Uit diverse interviews die zij met terroristen of terroristische organisaties hield, bleek dat vrijwel allen hierdoor gedreven werden tot hun acties.